# Video Pieces
Video Pieces е видео записано от британската хевиметъл група Айрън Мейдън. Издаден е през 1981 г. и съдържа четири клипа.

## Състав
- Брус Дикинсън – вокал
- Дейв Мъри – китара
- Ейдриън Смит – китара
- Стив Харис – бас
- Клив Бър – барабани (на „The Number of the Beast“ и „Run to the Hills“)
- Нико Макбрейн – барабани (на „Flight of Icarus“ и „The Trooper“)